# 国策研究会
公益財団法人国策研究会（こくさくけんきゅうかい、英語: Research Institute of National Policy）は、日本の民間研究団体。
1933年（昭和8年）10月に国策研究同志会として発足し、1937年（昭和12年）に国策研究会と改称、1945年（昭和20年）3月に休会した。第二次世界大戦後は、主権回復後の1953年（昭和28年）6月に三菱・住友・三井など旧財閥系企業の支援で再発足し、1957年（昭和32年）に財団法人化、さらに2013年（平成25年）に公益財団法人へ移行した。
これまでに、法眼晋作や山本卓眞、清水信次らが会長を務めた。

## 戦前・戦中の国策研究会
前身となった国策研究同志会は、大蔵公望（男爵、貴族院議員）、小野塚喜平次（東京帝国大学総長）、美濃部達吉（東京帝国大学教授）、矢次一夫（労働事情調査所主幹）らが参加して1933年10月に結成された。1937年の二・二六事件を契機に戦時体制への傾斜が進む中で、1938年に国策研究会と改称し、「実践的研究団体」として拡大改組され、以降、多数の調査研究報告書等を作成し「民間企画院」とも評された。特に、第1次近衛内閣（1937-39年）から小磯内閣（1944-45年）に至る各内閣には、国策研究会の関係者多数が入閣をしていた。また、電力管理法の成立過程（1937-38年）、国民健康保険法の成立過程（1937-38年）、総合国策10ヶ年計画の作成過程（1940年）において、重要な働きをしたことから、軍国主義的体制に貢献したともいえる。昭和研究会と対比的に国研を分析した伊藤智央によれば、こうした政治的関与の背景には、実用主義があったとされる。
1942年には、高橋亀吉が常任理事調査局長となり、大東亜共栄圏の具体的構想に取り組んだ。

## 戦後の国策研究会
1952年のサンフランシスコ講和条約の締結によって連合国による占領が終わりを告げ、主権が回復された後、矢次一夫は1953年6月に国策研究会を再発足させ、以降、政財界の要人の交流の場となった。
1957年、第1次岸内閣の下で国策研究会は財団法人認可を受け、主宰者として活動した矢次は、政界の舞台裏で、特に韓国や台湾との水面下の外交交渉に影響力をもつようになり、国策研究会も日華協力委員会の設立や、水面下の日韓国交回復交渉に関わった。
国策研究会は、早くから行政改革についての提案を行なったほか、佐藤内閣の下では核拡散防止条約、日中国交正常化などに関わる政策提言を行なった。
2013年4月1日、第2次安倍内閣の下で国策研究会は公益財団法人認可を受けた。

## 会報『新国策』
戦前の国策研究会は、時期により題号の異なる複数の機関誌を発行していたが、その中には『新國策』と題する旬刊の機関誌も含まれていた。
戦後、再発足した国策研究会は、『新政』と題する機関誌を当初は月刊で、その後一時期は旬刊で刊行していた。1956年8月以降は『新国策』と改題、近年では月刊で発行している。

## 同名の組織
「国策研究会」という名称は、「国策」についての研究会という意味で、公益財団法人国策研究会とは無関係に用いられることがある。
松下政経塾は研究活動のひとつとして、2010年に野田佳彦を座長、小野寺五典を副座長とする「国策研究会」と称する研究会を組織し、森尾稔、山形俊男、湯原哲夫らを講師に招いて研究会を行った。
早稲田大学の学生サークルのひとつは、「早稲田大学国策研究会」と称している。